# إليزابيث جونز
إليزابيث جونز (بالإنجليزية: Elizabeth Jones)‏ هي نقاشة أمريكية، ولدت في 31 مايو 1935.